# Listaku (Rõuge)
Listaku – wieś w Estonii, w prowincji Võru, w gminie Rõuge.